# Giro del Belgio 2017
Il Giro del Belgio 2017, ottantasettesima edizione della corsa e valido come evento dell'UCI Europe Tour 2017 categoria 2.HC, si svolse in cinque tappe dal 24 al 28 maggio 2017 su un percorso di 728,6 km, con partenza da Lochristi e arrivo a Tongeren, in Belgio. La vittoria fu appannaggio del belga Jens Keukeleire, il quale completò il percorso in 16h59'42", alla media di 42,87 km/h, precedendo il francese Rémi Cavagna e il tedesco Tony Martin.
Sul traguardo di Tongeren 141 ciclisti, su 156 partiti da Lochristi, portarono a termine la competizione.

## Tappe
| Tappa  | Data      | Percorso                              | km    | Vincitore di tappa   | Leader cl. generale |
| ------ | --------- | ------------------------------------- | ----- | -------------------- | ------------------- |
| 1ª     | 24 maggio | Lochristi > Knokke-Heist              | 178,8 | Bryan Coquard        | Bryan Coquard       |
| 2ª     | 25 maggio | Knokke-Heist > Moorslede              | 199   | Mathieu van der Poel | Philippe Gilbert    |
| 3ª     | 26 maggio | Beveren > Beveren (cron. individuale) | 13,4  | Matthias Brändle     | Wout Van Aert       |
| 4ª     | 27 maggio | Ans > Ans                             | 167,8 | Maurits Lammertink   | Rémi Cavagna        |
| 5ª     | 28 maggio | Tienen > Tongeren                     | 169,6 | Jens Debusschere     | Jens Keukeleire     |
| Totale | Totale    | Totale                                | 728,6 |                      |                     |

## Squadre e corridori partecipanti
| N.     | Cod. | Squadra                    |
| ------ | ---- | -------------------------- |
| 1-8    | QST  | Quick-Step Floors          |
| 11-20  | LTS  | Lotto Soudal               |
| 21-28  | TFS  | Trek-Segafredo             |
| 31-38  | KAT  | Team Katusha Alpecin       |
| 41-48  | AST  | Astana Pro Team            |
| 51-58  | BEL  | Belgio                     |
| 61-68  | ABS  | Aqua Blue Sport            |
| 71-80  | SVB  | Sport Vlaanderen-Baloise   |
| 81-88  | COF  | Cofidis, Solutions Crédits |
| 91-100 | DEN  | Direct Énergie             |

| N.      | Cod. | Squadra                          |
| ------- | ---- | -------------------------------- |
| 101-108 | WGG  | Wanty-Groupe Gobert              |
| 111-118 | VWC  | Veranda's Willems-Crelan         |
| 121-128 | WVA  | WB Veranclassic Aquality Protect |
| 131-138 | RNL  | Roompot-Nederlandse Loterij      |
| 141-150 | NIP  | Nippo-Vini Fantini               |
| 151-157 | FVC  | Fortuneo-Vital Concept           |
| 161-168 | TFL  | Telenet Fidea Lions              |
| 170-177 | PSV  | Pauwels Sauzen-Vastgoedservice   |
| 181-188 | CIB  | Cibel-Cebon                      |
| 191-198 | BEC  | Beobank-Corendon                 |

## Dettagli delle tappe

### 1ª tappa
- 24 maggio: Lochristi > Knokke-Heist – 178,8 km

Risultati
| Pos. | Corridore        | Squadra  | Tempo    |
| ---- | ---------------- | -------- | -------- |
| 1    | Bryan Coquard    | Direct   | 4h08'58" |
| 2    | Jens Debusschere | Lotto    | s.t.     |
| 3    | Daniel McLay     | Fortuneo | s.t.     |

| Pos. | Corridore        | Squadra   | Tempo    |
| ---- | ---------------- | --------- | -------- |
| 1    | Bryan Coquard    | Direct    | 4h08'48" |
| 2    | L. Norman Hansen | Aqua Blue | a 1"     |
| 3    | Jens Debusschere | Lotto     | a 4"     |

### 2ª tappa
- 25 maggio: Knokke-Heist > Moorslede – 199 km

Risultati
| Pos. | Corridore        | Squadra    | Tempo    |
| ---- | ---------------- | ---------- | -------- |
| 1    | M. van der Poel  | Beobank    | 4h43'12" |
| 2    | Philippe Gilbert | Quick-Step | s.t.     |
| 3    | Wout Van Aert    | Veranda's  | s.t.     |

| Pos. | Corridore        | Squadra    | Tempo    |
| ---- | ---------------- | ---------- | -------- |
| 1    | Philippe Gilbert | Quick-Step | 8h51'57" |
| 2    | Wout Van Aert    | Veranda's  | a 6"     |
| 3    | Oliver Naesen    | Belgio     | a 8"     |

### 3ª tappa
- 26 maggio: Beveren > Beveren – Cronometro individuale – 13,4 km

Risultati
| Pos. | Corridore        | Squadra   | Tempo  |
| ---- | ---------------- | --------- | ------ |
| 1    | Matthias Brändle | Trek      | 15'40" |
| 2    | Tony Martin      | Katusha   | a 14"  |
| 3    | Wout Van Aert    | Veranda's | s.t.   |

| Pos. | Corridore        | Squadra   | Tempo    |
| ---- | ---------------- | --------- | -------- |
| 1    | Wout Van Aert    | Veranda's | 9h07'57" |
| 2    | Tony Martin      | Katusha   | a 10"    |
| 3    | Matthias Brändle | Trek      | a 11"    |

### 4ª tappa
- 27 maggio: Ans > Ans – 167,8 km

Risultati
| Pos. | Corridore          | Squadra | Tempo    |
| ---- | ------------------ | ------- | -------- |
| 1    | Maurits Lammertink | Katusha | 4h09'50" |
| 2    | Ruben Guerreiro    | Trek    | s.t.     |
| 3    | Jens Keukeleire    | Belgio  | a 5"     |

| Pos. | Corridore       | Squadra    | Tempo     |
| ---- | --------------- | ---------- | --------- |
| 1    | Rémi Cavagna    | Quick-Step | 13h18'23" |
| 2    | Jens Keukeleire | Belgio     | a 1"      |
| 3    | Tony Martin     | Katusha    | a 6"      |

### 5ª tappa
- 28 maggio: Tienen > Tongeren – 169,6 km

Risultati
| Pos. | Corridore         | Squadra | Tempo    |
| ---- | ----------------- | ------- | -------- |
| 1    | Jens Debusschere  | Lotto   | 3h41'25" |
| 2    | Coen Vermeltfoort | Roompot | s.t.     |
| 3    | Boy van Poppel    | Trek    | s.t.     |

| Pos. | Corridore       | Squadra    | Tempo     |
| ---- | --------------- | ---------- | --------- |
| 1    | Jens Keukeleire | Belgio     | 16h59'42" |
| 2    | Rémi Cavagna    | Quick-Step | a 6"      |
| 3    | Tony Martin     | Katusha    | a 11"     |

## Evoluzione delle classifiche
| Tappa              | Vincitore            | Classifica generale Maglia rossa | Classifica a punti Maglia blu | Classifica combattività Maglia verde | Classifica a squadre     |
| ------------------ | -------------------- | -------------------------------- | ----------------------------- | ------------------------------------ | ------------------------ |
| 1ª                 | Bryan Coquard        | Bryan Coquard                    | Bryan Coquard                 | Kenneth Vanbilsen                    | Sport Vlaanderen-Baloise |
| 2ª                 | Mathieu van der Poel | Philippe Gilbert                 | Bryan Coquard                 | Kenneth Vanbilsen                    | Quick-Step Floors        |
| 3ª                 | Matthias Brändle     | Wout Van Aert                    | Wout Van Aert                 | Kenneth Vanbilsen                    | Quick-Step Floors        |
| 4ª                 | Maurits Lammertink   | Rémi Cavagna                     | Tony Martin                   | Kenneth Vanbilsen                    | Quick-Step Floors        |
| 5ª                 | Jens Debusschere     | Jens Keukeleire                  | Jens Debusschere              | Kenneth Vanbilsen                    | Quick-Step Floors        |
| Classifiche finali | Classifiche finali   | Jens Keukeleire                  | Jens Debusschere              | Kenneth Vanbilsen                    | Quick-Step Floors        |

## Classifiche finali

### Classifica generale - Maglia rossa
| Pos. | Corridore          | Squadra    | Tempo     |
| ---- | ------------------ | ---------- | --------- |
| 1    | Jens Keukeleire    | Belgio     | 16h59'42" |
| 2    | Rémi Cavagna       | Quick-Step | a 6"      |
| 3    | Tony Martin        | Katusha    | a 11"     |
| 4    | Philippe Gilbert   | Quick-Step | a 12"     |
| 5    | Julien Vermote     | Quick-Step | a 38"     |
| 6    | Maurits Lammertink | Katusha    | a 40"     |
| 7    | Tiesj Benoot       | Lotto      | s.t.      |
| 8    | Oliver Naesen      | Belgio     | a 42"     |
| 9    | Ruben Guerreiro    | Trek       | a 52"     |
| 10   | Wout Van Aert      | Veranda's  | a 58"     |

### Classifica a punti - Maglia blu
| Pos. | Corridore        | Squadra    | Punti |
| ---- | ---------------- | ---------- | ----- |
| 1    | Jens Debusschere | Lotto      | 55    |
| 2    | Tony Martin      | Katusha    | 41    |
| 3    | Wout Van Aert    | Veranda's  | 38    |
| 4    | Philippe Gilbert | Quick-Step | 35    |
| 5    | Oliver Naesen    | Belgio     | 32    |

### Classifica combattività - Maglia verde
| Pos. | Corridore         | Squadra   | Punti |
| ---- | ----------------- | --------- | ----- |
| 1    | Kenneth Vanbilsen | Cofidis   | 50    |
| 2    | Brian van Goethem | Roompot   | 36    |
| 3    | Philipp Walsleben | Beobank   | 24    |
| 4    | Benjamin Declercq | Sport Vl. | 23    |
| 5    | L. Norman Hansen  | Aqua Blue | 21    |

### Classifica a squadre
| Pos. | Squadra              | Tempo     |
| ---- | -------------------- | --------- |
| 1    | Quick-Step Floors    | 51h00'13" |
| 2    | Belgio               | a 1'02"   |
| 3    | Team Katusha Alpecin | a 1'17"   |
| 4    | Aqua Blue Sport      | a 3'55"   |
| 5    | Cibel-Cebon          | a 5'39"   |